# Саманта Смит
Саманта Рийд Смит (на английски: Samantha Reed Smith; 29 юни 1972 – 25 август 1985) е американска ученичка от Манчестър, Мейн, обявена в Съединените щати за „Най-младия посланик на Америка“, а в Съветския съюз – „Посланик на добра воля“. Тя става световноизвестна, след като написва писмо до тогавашния Главен секретар на комунистическата партия на СССР Юрий Андропов, изразявайки страховете си от евентуална ядрена война между САЩ и СССР. Андропов отговаря на писмото ѝ и лично я кани да посети СССР. Със значителната подкрепа от страна на медиите в двете страни, след визитата си в Съветския съюз тя участва в мирни мероприятия в Япония. Смит написва книгата „Пътешествие до Съветския съюз“ и участва в различни телевизионни предавания. На 25 август 1985 г. по време на Полет 1808 на Бар Харбър Ерлайнс самолетът извършва неуспешен опит за приземяване, убивайки всичките 6 пътници, сред които и Саманта, която е едва на 13 години.

## Биография

### Произход и детство
Саманта Смит е родена в Холтън, щата Мейн, където живее с родителите си, Артър и Джейн. Тя харесва хокея на трева, карането на кънки, четенето и науките, и играе в училищния отбор по софтбол. На 5-годишна възраст тя пише писмо до кралица Елизабет II, за да ѝ каже, че я харесва. През 1980 г., когато Смит завършва втори клас, семейството ѝ се премества в Манчестър, където започва да учи в Основно училище Манчестър. Баща ѝ преподава литература в Университета на Мейн в Огъста, а майка ѝ работи като социален работник в Департамента по социални грижи в Огъста.
След като Юрий Андропов става съветски лидер, големите американски вестници и списания поставят портрета му на кориците си, и големите статии го описват в доста негативна светлина, как завладява властта и какви са очакванията за нови заплахи в света. По това време масови антиядрени протести започват в Европа и Северна Америка, очаква се телевизионното предаване на ABC за ядрена война със заглавие „На другия ден“, който се очаква да бъде излъчен през ноември. Роналд Рейгън захвърля концепцията за „разведряване на международните отношения“ и[източник? (Поискан днес)] прибягва към разгръщане на програма по разполагане на ракети Круз и Пършинг II в Европа. През 1979 година Съветският съюз започва войната в Афганистан, което също допринася за засилването на международното напрежение. Статия в списание „Тайм“ (най-вероятно броя от 22 ноември 1982 г.) попада пред погледа на Смит. „Ако толкова се страхуват хората от него“, пита тя майка си, „защо някой не му напише писмо, за да го попита, дали и той иска война?“. „Защо не му напишеш ти?“ отговаря майка ѝ.

### Писмата
През ноември 1982 г., когато Саманта Смит е в 5-и клас, тя пише на съветския лидер Юрий Андропов, опитвайки се да разбере, защо връзките между Съветския съюз и САЩ са толкова напрегнати:
| „ | Скъпи, г-н Андропов, Името ми е Саманта Смит. На десет години съм. Поздравления за новата ви работа. Загрижена съм Русия и Съединените щати да не влязат в ядрена война. Вие за война ли сте или не? Ако не сте, моля кажете как ще помогнете да няма война. На този въпрос не сте длъжен да отговаряте, но бих искала да знам, защо искате да завладеете целия свят или поне нашата страна. Бог е направил света за нас така, че да живеем заедно в мир, а не да воюваме. Искрено Ваша, Саманта Смит | “ |

Писмото ѝ е публикувано в съветския вестник Правда и на 25 април 1983 г. тя получава отговор от Андропов:
| „ | Скъпа Саманта, Получих писмото ти, както и много други, които пристигат тези дни от твоята страна и от други страни. Струва ми се – като съдя по писмото ти, – че ти си смело и честно момиче като Беки, другарчето на Том Сойер от прочутата книга на твоя съотечественик Марк Твен. Всички момчета и момичета в нашата страна знаят и обичат много тази книга. Ти пишеш, че си много обезпокоена дали няма да избухне ядрена война между нашите две страни. И питаш правим ли нещо, за да не позволим на войната да избухне. Твоят въпрос е най-главният от онези, които вълнуват всеки човек. Ще ти отговоря на него сериозно и честно. Да, Саманта, ние в СССР се стараем да правим и правим всичко, за да няма война между нашите две страни, за да няма изобщо война на земята. Така иска всеки съветски човек. Така ни учеше великият основател на нашата държава Владимир Ленин. Съветските хора добре знаят колко ужасна и разрушителна е войната. Преди 42 години нацистка Германия, която се стремеше към господство над целия свят, нападна нашата страна, опожари и разруши хиляди и хиляди наши градове и села, изби милиони съветски мъже, жени и деца. В тази война, която завърши с победа за нас, ние бяхме в съюз със САЩ, заедно се борихме за освобождението на много народи от нацистките завоеватели. Надявам се, че ти знаеш това от уроците по история в училище. И днес ние много искаме да живеем в мир, да търгуваме и да си сътрудничим с всички свои съседи на земното кълбо – и с далечните и с близките. И разбира се, с такава велика страна като Съединените американски щати. И Америка, и ние имаме ядрено оръжие – страшно оръжие, което може за един миг да убие милиони хора. Но ние не искаме то да бъде употребено когато и да е. Именно затова СССР тържествено, пред целия свят обяви, че никога – никога! – няма да употреби пръв ядрено оръжие срещу никоя държава. И изобщо ние предлагаме да бъде прекратено по-нататъшното му производство и да се пристъпи към унищожаване на всичките запаси от него на земята. Мисля, че това е достатъчен отговор; на втория ти въпрос: „Защо искате да завоювате целия свят или най-малкото САЩ?“ ние не искаме нищо такова. Никой в нашата огромна и прекрасна страна – нито работниците и селяните, нито писателите и лекарите, нито възрастните и децата, нито членовете на правителството – не иска нито голяма, нито „малка“ война. Ние искаме мир – ние имаме какво да правим: да отглеждаме жито, да строим и изобретяваме, да пишем книги и да летим в Космоса. Ние искаме мир за нас и за всички народи на планетата. За нашите деца и за теб, Саманта. Каня те, ако родителите ти те пуснат да посетиш нашата страна, на едно прекрасно място през лятото. Ще разгледаш нашата страна, ще се срещнеш с твои връстници, ще посетиш международния детски лагер „Артек“ – край морето. И сама да се убедиш: всеки в съветския съюз е за мир и дружба сред хората. Благодаря ти за писмата. Желая ти всичко най-добро през младия ти живот. Ю. Андропов | “ |

### Световен успех
Последвалите събития започват с интервю на Смит, водено от Тед Копъл и Джони Карсън, и с многото други предавания, заедно с много нощни емисии на големите новинарски мрежи в Америка. На 7 юли 1983 г. Саманта Смит отлита за Москва, заедно с родителите си, и прекарва две седмици като гостенка на Андропов. По време на визитата си тя посещава Москва и Ленинград и прекарва известно време в Артек, най-големия съветски пионерски лагер, разположен до град Гурзуф на Кримския полуостров. Андропов вече е бил сериозно болен и не се среща лично с нея, но успяват да разговарят по телефона. Саманта Смит пише в книгата си, че в Ленинград тя и родителите ѝ са били изумени от гостоприемството на хората, и от присъствието, с което ги удостояват. Говорейки на пресконференцията в Москва, Смит заявява, че руснаците били „също като нас“.
В Артек тя избира да остане със съветските деца, вместо да се възползва от отделната стая, която ѝ предлагат. За улеснение в общуването учителите и децата, които говорят английски, биват избрани да живеят в сградата, в която тя е отседнала. Настанена в стая с още девет момичета, Саманта прекарва времето си в плуване, разговори и учене на руски песни и танци. Там тя намира много приятели, сред които е и Наташа Каширина от Ленинград, която говори английски свободно.
Медиите следват всяка стъпка – снимки и статии за нея биват публикувани във водещи руски вестници и списания, за пътуването ѝ и след това. Смит става широко известна сред съветските хора.
Когато на 22 юли 1983 г. Смит се завръща в САЩ, пристигането ѝ бива отпразнувано от хората в щата Мейн, и популярността ѝ продължава да расте в родната ѝ страна. Тя се превръща в политически и миротворчески активист, води специално детско предаване през 1984 г. на компания Дисни, посветено на политиците, където Смит интервюира няколко кандидата за президентските избори през 1984 г., включително Джордж Макгавърн и Джеси Джексън. Заминава за Япония с майка си, където се среща с Ясухиро Накасоне, министър-председател на Япония и участва в Детския международен симпозиум в Кобе. В речта си на този симпозиум тя предлага съветските и американски лидери да разменят внучките си за по две седмици годишно, аргументирайки се, че никой президент „няма да иска да бомбардира страната, в която се намира внучката му“. Пътуването ѝ вдъхновява и други размени на посланици на добра воля, включително визитата на съветското дете Катя Лъчева в САЩ. По-късно Саманта Смит написва книга, озаглавена „Пътешествие в Съветския съюз“, и получава роля в телевизионния сериал на Робърт Вагнер, наречен „Лайм Стрийт“.

### Смърт и погребение
По време на обратния полет от снимките на „Лайм Стрийт“ през лятото на 1985 г. самолетът на Саманта не успява да кацне на пистата на регионално летище Люистън-Оубърн в Обърн, щата Мейн, и се разбива на около 200 метра от летището. Загиват всички на борда (шест души пътници, и двама екипаж), включително Саманта и баща ѝ. След това се раждат много спекулации около причината за катастрофата. В САЩ започва разследване и официалният доклад, в който не се споменават конспиративни теории, бива публикуван. Както се твърди в доклада, инцидентът е бил в 22:05 часа Източно време, точката на удар със земята е на около километър, юг-изток от пистата, на координати 44°02′22″ с. ш. 70°17′30″ и. д. / 44.039444° с. ш. 70.291667° и. д.. В доклада се казва, че „Относително стръмен ъгъл на полета и височина (с ориентация на самолета по хоризонта, по посока на движението) и скоростта на самолета при удара в земята, изключва възможността, жертвите да имат шанс за оцеляване.“ В основни линии в доклада се подчертава, че е била тъмна и дъждовна вечер, пилотите били неопитни, и случайно и много рядко, е имало повреда в наземния радар. Самолетът, използван в последния полет, бил на компания Бар Харбър Еърлайнс, Бийчкрафт 99.
На погребението на Саманта Смит в Огъста, щата Мейн, присъстват над 1000 души. Владимир Кулагин, съветският посланик във Вашингтон, прочита личното съболезнователно обръщение на Михаил Горбачов. Президентът Рейгън изпраща съболезнованията си на майката на Саманта Смит, в които пише:
| „ | Можете да бъдете уверена в това, че милиони американци, милиони хора, споделят бремето на вашата скръб. Те също така ще тачат и помнят Саманта, усмивката ѝ, идеализма ѝ и незасегнатата ѝ духовна красота. | “ |

## Посвещения

### СССР
Съветския съюз издава мемориална пощенска марка с нейния облик. Диамант, култивирано лале и далия, морски плавателен съд, и планина, биват кръстени в чест на Саманта, и неин паметник бива издигнат в Москва. „Алея Саманта Смит“ в Артек, бива кръстена на нея през 1986 г.
Когато съветският астроном Людмила Черних открива астероид 3147, му дава името 3147 Саманта.

### САЩ
Майката на Саманта Смит основава „Фондация Саманта Смит“ през октомври 1985 г., която насърчава обмена на студенти между Съединените щати и Съветския съюз до 1995 г., когато дейността ѝ е прекратена. Всеки първи понеделник на месец юни, всяка година, е обявен за ден на Саманта Смит със закон на щата Мейн. Издигната статуя на Саманта Смит в близост до Щатски музей Мейн в Аугуста, която изобразява Смит, освобождаваща гълъб, докато едно мече се е свило в краката ѝ. Мечето символизира Мейн и Съветския съюз. На Смит е кръстено и начално училище в щата Вашингтон. Едно от общежитията в университета в Мейн носи нейното име.

### Руска Федерация
След разпадането на Съветския съюз през 1991 г. интересът на руските медии към Саманта Смит спада значително. През 2003 г. паметникът в Москва, издигнат в нейна чест, е откраднат от крадци на метали. В началото на 2000 г. в руските вестници са публикувани няколко интервюта с майка ѝ, Джейн Смит. През 2003 г. Валентин Ваулин, пенсионер, живеещ във Воронеж, построява паметник, посветен на Саманта, без каквато и да е подкрепа на правителството.

### Дания
През 1985 г. датският композитор Пер Нюргард пише концерт за виола, озаглавен Помним Детето, в памет на Саманта Смит.

### Книги
- Smith, Samantha и др. Journey to the Soviet Union. 1st.   Boston and Toronto, Little Brown and Co., 1985. ISBN 978-0-316-80176-8.
- Galicich, Anne. Samantha Smith: A Journey for Peace.   Minneapolis, Dillon Press, Inc., 1987. ISBN 978-0-87518-367-1.